# Strappo muscolare
Lo strappo è una lacerazione delle fibre muscolari che appare durante una contrazione violenta.

## Classificazione
Può essere una rottura parziale (stiramento o strappo muscolare) di qualche gruppo di fibre e in questo caso facile da curare con un periodo di riposo, oppure una rottura totale di un muscolo, che si lesiona normalmente in un punto debole, come un trauma pregresso o una cicatrice, o a livello della giunzione osteotendinea. Il miglior modo per valutare la gravità della lesione è effettuare un'ecografia muscolotendinea.

## Clinica
Si presenta caratteristicamente con dolore e la formazione di un ematoma. Nel caso di una rottura completa sono presenti anche impotenza funzionale, depressione e rigonfiamento muscolare.

## Trattamento
Per il trattamento è sempre meglio rivolgersi ad una figura qualificata come un ortopedico o un fisioterapista per poter valutare le terapie più adatte al caso, va comunque sempre bene l'assunzione di antinfiammatori e l'applicazione di ghiaccio sulla zona dolente. Per la rottura completa invece compete all'ortopedico valutare la necessità di intervenire chirurgicamente o no.